# Biederitz
Biederitz – gmina samodzielna (niem. Einheitsgemeinde) w Niemczech, w kraju związkowym Saksonia-Anhalt, w powiecie Jerichower Land
1 stycznia 2010 do gminy samodzielnej przyłączono cztery gminy: Gerwisch, Gübs, Königsborn i Woltersdorf.